# Flicka med pärlörhänge (målning)
Flicka med pärlörhänge (nederländsk titel: Meisje met de Parel) är en målning av Johannes Vermeer från omkring 1665.

## Beskrivning av målningen
Målningen avbildar en ung flickas huvud och axlar med en diffust målad, ren hy. Hon befinner sig i stark belysning, i kontrast mot en mycket mörk bakgrund. Flickan vänder ansiktet, med ett lugnt uttryck, mot betraktaren över sin vänstra axel. Runt huvudet har hon ett gult tygstycke och en blå turban, och i vänster örlob hänger en stor pärla.
Bakgrunden, som nu ter sig lik en enkel svart yta, var, enligt undersökningar gjorda 1994 och 2018, ursprungligen mörkt grön och troligen föreställande hängande tyg. Det gröna i färgen som laserats över den svarta ytan, och fallit offer för tidens tand, var en blandning av färglacker; en gul, ibland kallad schüttgelb, gjord på färgreseda, och en blå gjord på indigo. Det blå, och mer beständiga, pigmentet i flickans huvudduk är däremot ultramarinblått.
Modellen är inte känd, men synes inte vara någon av Johannes Vermeers döttrar. Modellen har inga attribut som identifierar henne i någon speciell kontext. Troligtvis är målningen en tronie och inte tänkt som ett porträtt av en specifik person. 
Målningen påminner motivmässigt och kompositionellt om verk av Michael Sweerts (1624–1664), som bodde i Amsterdam 1660–1661, och det är möjligt men inte fastställt att Vermeer kan ha kommit i kontakt med hans målningar.

## Proveniens
Målningens tidigaste ägare är något oklara. Troligen ägdes den av Pieter van Ruijven i Delft till 1674 och därefter av hans änka Maria de Knuijt till 1681 och senare av Magdalena van Ruijven och Jacob Dissius 1681–82. Den senare ägde den tillsammans med sin far Alexander 1685–94, varefter målningen såldes i Amsterdam på auktion efter Jacob Dissius i maj 1696 till en okänd köpare. 
År 1881 såldes den på auktion till den nederländske samlaren Arnoldus Andries des Tombe i Haag i dåligt skick. Denne lät restaurera målningen och ägde den till sin död 1902. Den donerades då till den kungliga samlingen i Mauritshuis i Haag tillsammans med elva andra målningar.

## Målningen i litteratur och film
Flicka med pärlörhänge är också titeln på en bok av Tracy Chevalier, vilken baseras på Jan Vermeers målning, som i sin tur varit utgångspunkt för en brittisk film från 2003 med samma titel.